# Римегепант
Римегепант — лекарственный препарат для лечения мигрени. Одобрен для применения: США (2020).

## Механизм действия
Антагонист CGRP-рецепторов.

## Показания
Приступы мигрени с аурой или без ауры у взрослых.

## Способ применения
Nurtec ODT — таблетки, дезинтегрируемые в полости рта. 1 раз в день.

## Противопоказания
- Гиперчувствительность